# Amblytropidia robusta
Amblytropidia robusta är en insektsart som beskrevs av Bruner, L. 1906. Amblytropidia robusta ingår i släktet Amblytropidia och familjen gräshoppor. Inga underarter finns listade i Catalogue of Life.